# Eleocharis microcarpa
Eleocharis microcarpa là loài thực vật có hoa trong họ Cói. Loài này được Torr. mô tả khoa học đầu tiên năm 1836.